# 原田知広
原田 知広（はらだ ともひろ、1971年 - ） は、日本の天文学者・宇宙物理学者。理学博士。主な専門は一般相対論とその宇宙物理学・宇宙論への応用。
立教大学理学部教授。京都大学博士（理学）。1971年山形県生まれ。1994年京都大学理学部卒業。1996年京都大学大学院理学研究科物理学第二分野専攻修士課程修了。1999年京都大学大学院理学研究科物理学・宇宙物理学専攻博士後期課程修了。その後、京都大学理学部および早稲田大学理工学部にて日本学術振興会特別研究員（PD）、ロンドン大学クインメアリ校博士研究助手（日本学術振興会海外特別研究員）、京都大学大学院理学研究科講師（研究機関研究員）、立教大学理学部講師、立教大学理学部准教授を経て現職。

## 著書
- 原田知広(著),川本梨恵(作画).『マンガでわかる熱力学』 オーム社, 2009.
- 北本 俊二, 原田 知広, 亀田 真吾 (共著)『宇宙まるごとQ&A』 理工図書, 2021